# Войны чикасо
Войны чикасо, также Чикасавские войны — несколько вооружённых конфликтов между индейским народом чикасо с одной стороны, и французской колонией Новая Франция и её союзниками с другой. Противостояние между чикасо и французами обострилось в результате происков британских торговцев и охотников за рабами, активно искавших пути в долину реки Миссисипи. Основными союзниками Новой Франции в этих войнах стали чокто, давние враги чикасо.
Конфликты закончились только с окончанием Семилетней войны в 1763 году и подписанием Парижского мирного договора.

## Предыстория
После основания англичанами колонии Каролина чикасо начали устанавливать с ними торговые отношения. Колонисты нуждались в рабах и стали скупать у чикасо пленников, захваченных в столкновениях с враждебными племенами. Со временем захват рабов стал целью военных набегов индейцев. Из Каролины работорговцы проникали к берегам Миссисипи, чтобы поощрять рейды и снабжать чикасо огнестрельным оружием, которые вскоре быстро превратились в главных охотников за рабами на всём Юго-Востоке. Захват рабов стал выгодным и почётным делом среди чикасо. За период 1670—1715 гг. англичане продали в рабство на Юго-Востоке от 24 0000 до 51 000 индейцев.
Когда в этом регионе появились французские колонисты, то местные племена отнеслись к ним насторожено, считая их новыми охотниками за рабами. Узнав, что французы, в отличие от англичан, не собираются их порабощать, индейцы  обратились к ним с просьбой продать огнестрельное оружие для защиты от набегов чикасо. К тому времени, в распоряжении чикасо уже находилось около 800 ружей.
Постепенно французские исследователи и поселенцы стали прокладывать торговые маршруты дальше вглубь континента, устанавливая дружественные отношения с местными племенами, которые в основном являлись врагами чикасо. Пьер Ле Муан д'Ибервиль, один из основателей новой колонии Луизиана, призывал к развитию отношений с местными индейцами, проживающими вдоль реки Миссисипи, для дальнейшего объединения против англичан. В свою очередь, пребывание французов в районе Миссисипи угрожало существующим торговым связям колонистам из Каролины, которые они установили на внутриконтинентальных территориях.
В сентябре 1700 года к французам прибыла делегация чокто с предложением военного альянса против чикасо. Однако д'Ибервиль хотел договориться с чикасо и убедить их разорвать союз с англичанами. На переговорах с ними он вручил вождям племени подарки, осудил их союз с англичанами и потребовал, чтобы чикасо прекратили набеги за рабами. В случае отказа д'Ибервиль грозил вооружить и поднять против них окрестные племена. Договор с французами и выгодные торговые отношения с Каролиной раскололи племя на «французскую» и «английскую» фракции. В 1705 году последние возобновили свои набеги за рабами, и стало ясно, что войны между чикасо и их соседями, не избежать. Ситуация ухудшилась окончательно, когда воины чокто вырезали профранцузски настроенную делегацию чикасо, направлявшуюся в форт Луи-де-ля-Мобиль на встречу с властями Луизианы. Дальнейшие набеги чикасо привели к тому, что французы предоставили их врагам огнестрельное оружие и разрешили порабощать английских союзников. Всё это способствовало упрочению союза чикасо с англичанами.

## Первая война
В 1718 году на пост губернатора Луизианы вновь был назначен Жан-Батист Ле Муан де Бьенвиль. С началом Войны ямаси французы снова потребовали от чикасо прекратить торговлю с англичанами, но это мало что изменило. Тогда Бьенвиль стал посылать воинов-чокто на перехват караванов, двигавшихся из Каролины и обратно, обеспечив их оружием и боеприпасами. Чокто получали за свои услуги плату товарами и премии за каждый скальп чикасо, доставленный в форт Луи-де-ля-Мобиль.
Первая война между французами и чикасо была по-сути войной между чикасо и чокто, колониальные войска Луизианы и французские поселенцы мало принимали в ней участия. В конце 1724 года чикасо послали гонцов в селения чокто, с призывом закончить войну. В начале 1725 года власти Луизиана согласились на перемирие и приказали чокто прекратить войну с чикасо.

## Вторая война
После окончания Восстания натчезов оставшиеся в живых индейцы постепенно оседали среди чикасо. Упорное стремление Бьенвиля окончательно расправиться с натчезами стало одной из причин того, что французская колония, выйдя из одной серии индейских войн, без перерыва вошла во вторую, ещё более тяжёлую. Чтобы попытаться избежать войны с Францией, чикасо согласились изгнать натчезов из своих селений, но своего обещания сдержать не смогли, и Бьенвиль организовал кампанию против них в 1736 году, начав Вторую войну с чикасо.
Он собрал войско в форте Луи-де-ля-Мобиль и повёл его на соединение с силами северян, наступающими из форта Де-Шартре под командованием Пьера д’Артагиэта. 25 марта 1736 года силы северян, состоявшие из французов и их индейских союзников, были разбиты при нападении на деревню Огула-Четока, к северо-западу от современного города Тупело. Вторжение французских сил с севера провалилось и они были полностью разгромлены, а сам д’Артагиэт был взят в плен и сожжён.
Губернатор Луизианы оставался в неведении о провале экспедиции д’Артагиэта. 26 мая 1736 года его армия из 1200 французов и индейцев потерпела неудачу в ходе атаки на укрепленное поселение чикасо Акия. Бьенвиль был вынужден отступить. Вторая война с чикасо окончилась поражением французских колониальных войск и губернатор Луизианы получил приказ из Парижа повторить кампанию.

## Кампания 1739 года
Получив указание от королевского двора повторить экспедицию против чикасо, Бьенвиль стал к ней готовиться. На этот раз он получил тяжёлую осадную технику и собрал свои силы в форте Де л’Ассомпсьон (территория современного города Мемфис) в 193 км к северо-западу от селений чикасо. Из Канады прибыли войска под командованием Шарля Ле Муана де Лонгёя и Пьер-Жозефа Селорона де Бленвиля.
Из-за плохой погоды, нехватки припасов и вспыхнувших заболеваний кампания растянулась на несколько месяцев. После небольших стычек были начаты переговоры между лидерами чикасо и губернатором Луизианы, которые завершились мирным договором. Повторная экспедиция Бьенвиля не оправдала себя и чикасо вновь остались непобеждёнными.

## Дальнейшие конфликты
Заключив мирное соглашение с чикасо колониальные власти Новой Франции формально вышли из войны, но их индейские союзники продолжили нападения. Весной 1741 года мохоки из Семи наций Канады совершили два набега на деревни чикасо, разгромив два лагеря и захватив в плен 35 человек. Рейды северных племён стали ещё более частыми и безжалостными, а бесконечная война между чокто и чикасо не утихала. Чикасо в свою очередь, несмотря на заверения их вождей в форте Де л’Ассомпсьон, не изгнали натчезов из своих селений, когда те вернулись после окончании кампании 1739 года.
Начало Войны короля Георга между Британской империей и Францией дало чикасо некоторую передышку — британская морская блокада нанесла серьезный урон французской торговле и ослабила контроль над индейскими союзниками. Количество набегов северных племён уменьшилось, а среди чокто началась гражданская война, которая закончилась в 1750 году разгромом сторонников британцев и гибелью их лидера. Покончив с внутренними противоречиями, чокто возобновили войну с чикасо.
В 1753 году чикасо сделали попытку привлечь на свою сторону чероки, но это не увенчалось успехом — отряд чероки потерпел поражение в бою с чокто и бежал. На следующий год чикасо обратились к британцам и губернатор Южной Каролины переслал им через торговцев ружья, порох и пули. Это помогло племени обороняться, но не изменило радикально ситуацию. Зимой 1755 года чокто дважды вторгались в земли чикасо, убивая воинов и захватывая в плен женщин и детей. Осенью следующего года нападения совершили северные племена. Вражеские рейды, разграбление имущества, гибель воинов, захват в плен женщин и детей, стали в 1750-е годы повседневностью в жизни чикасо. Часть племени переселилась к чероки и крикам, некоторые ушли жить в Южную Каролину. В ходе Войны с французами и индейцами чокто традиционно поддерживали французов, а чикасо — британцев. Лишь с её окончанием между ними был заключён мир, который больше никогда не нарушался.

## Итоги
За сорок лет войны с французами и их союзниками численность чикасо сильно сократилась. К 1755 году они могли выставить не более 480 воинов, из которых 80 проживали среди криков, а 50 в Южной Каролине. Бесконечные войны истощили их силы, но они остались непобеждёнными и снискали славу грозных воинов среди соседних племён.
Несмотря на несколько предпринятых попыток, французам так и не удалось разгромить чикасо, а битва при Акии стала самым серьёзным поражением Новой Франции в войнах с индейцами.  